# Ex on the Beach (7.ª temporada)
A sétima temporada de Ex on the Beach, um reality show britânico, que foi exibida pela MTV de 20 de junho a 22 de agosto de 2017, depois de 10 episódios semanais. A temporada foi confirmado em 26 de fevereiro de 2017. Dentre os participantes para esta temporada estavam as estrela de Geordie Shore Chloe Ferry e Marty McKenna. Participante da quinta temporada David Hawley ganha destaque nesta temporada. Marty e Josh já haviam participado na terceira e sexta temporada respectivamente.

## Participantes
A lista com 8 participantes originais foi revelada pela emissora em 23 de maio de 2017. E incluía quatro homens; Dean Ralph, Jordan Wright, Marty McKenna e Max Morley, e quatro mulheres; Che McSorley, Fatima Rull, Nicole Dutt e Savannah Kemplay. Marty já havia aparecido na terceira temporada. Com o anúncio do line-up foi confirmado que a estrela de Geordie Shore Chloe Ferry estaria chegando na praia como uma ex, assim como David Hawley e Josh Ritchie, que voltam da quinta e sexta temporada respectivamente.
- Negrito indica o participante original; todos os outros participantes, foram trazidos para o programa como um ex.

| Episódios | Nome             | Idade (nas gravações) | Cidade natal | Ex                                              |  |
| --------- | ---------------- | --------------------- | ------------ | ----------------------------------------------- |  |
| 10        | Che McSorley     | 19                    | Aberdeen     | Josh Ritchie, Lee Moran                         |  |
| 10        | Dean Ralph       | 28                    | Londres      | Stevie Coiley                                   |  |
| 10        | Fatima Rull      | 25                    | Manchester   | David Hawley                                    |  |
| 8         | Jordan Wright    | 24                    | Essex        | Sydney Longmuir                                 |  |
| 10        | Marty McKenna    | 22                    | Newcastle    | Chloe Ferry                                     |  |
| 10        | Max Morley       | 24                    | Huddersfield | Georgia Crone                                   |  |
| 2         | Nicole Dutt      | 21                    | Birmingham   | Brad Hayward                                    |  |
| 6         | Savannah Kemplay | 23                    | Leeds        | —                                               |  |
|           |                  |                       |              |                                                 |  |
| 10        | Lee Moran        | 24                    | Dublin       | Che McSorley                                    |  |
| 10        | Chloe Ferry      | 21                    | Newcastle    | Marty McKenna, Sam Scott                        |  |
| 6         | Brad Hayward     | 25                    | Birmingham   | Nicole Dutt                                     |  |
| 8         | Georgia Crone    | 21                    | Liverpool    | John Speed, Josh Ritchie, Max Morley, Sam Reece |  |
| 7         | Stevie Coiley    | 20                    | Brighton     | Dean Ralph                                      |  |
| 6         | Sam Scott        | 22                    | Northampton  | Chloe Ferry                                     |  |
| 6         | Leonie McSorley  | 19                    | Aberdeen     | —                                               |  |
| 3         | Sydney Longmuir  | 20                    | Essex        | Jordan Wright                                   |  |
| 4         | John Speed       | 25                    | Liverpool    | Georgia Crone                                   |  |
| 3         | David Hawley     | 26                    | Newcastle    | Fatima Rull                                     |  |
| 2         | Sam Reece        | 24                    | Sheffield    | Georgia Crone                                   |  |
| 1         | Josh Ritchie     | 22                    | Bolton       | Che McSorley, Georgia Crone                     |  |

### Duração do elenco
| Participantes | Episódios | Episódios | Episódios | Episódios | Episódios | Episódios | Episódios | Episódios | Episódios | Episódios |
| Participantes | 1         | 2         | 3         | 4         | 5         | 6         | 7         | 8         | 9         | 10        |
| ------------- | --------- | --------- | --------- | --------- | --------- | --------- | --------- | --------- | --------- | --------- |
| Che           |           |           |           |           |           |           |           |           |           |           |
| Dean          |           |           |           |           |           |           |           |           |           |           |
| Fatima        |           |           |           |           |           |           |           |           |           |           |
| Jordan        |           |           |           |           |           |           |           |           |           |           |
| Marty         |           |           |           |           |           |           |           |           |           |           |
| Max           |           |           |           |           |           |           |           |           |           |           |
| Nicole        |           |           |           |           |           |           |           |           |           |           |
| Savannah      |           |           |           |           |           |           |           |           |           |           |
|               |           |           |           |           |           |           |           |           |           |           |
| Lee           |           |           |           |           |           |           |           |           |           |           |
| Chloe         |           |           |           |           |           |           |           |           |           |           |
| Brad          |           |           |           |           |           |           |           |           |           |           |
| Georgia       |           |           |           |           |           |           |           |           |           |           |
| Stevie        |           |           |           |           |           |           |           |           |           |           |
| Sam S         |           |           |           |           |           |           |           |           |           |           |
| Leonie        |           |           |           |           |           |           |           |           |           |           |
| Sydney        |           |           |           |           |           |           |           |           |           |           |
| John          |           |           |           |           |           |           |           |           |           |           |
| Hawley        |           |           |           |           |           |           |           |           |           |           |
| Sam R         |           |           |           |           |           |           |           |           |           |           |
| Josh          |           |           |           |           |           |           |           |           |           |           |

Notas
     = "Participante" aparece neste episódio.
     = "Participante" chega na praia.
     = "Participante" tem um ex a chegar na praia.
     = "Participante" chega na praia e tem um ex a chegar durante o mesmo episódio.
     = "Participante" deixa a praia.
     = "Participante" recebe um ex e deixa a praia no mesmo episódio.
     = "Participante" não aparece neste episódio.